# Бовыкин, Дмитрий Юрьевич
Дми́трий Ю́рьевич Бовы́кин (род. 29 апреля 1968, Москва, СССР) — российский историк, специалист по истории и историографии Французской революции XVIII века, автор российских учебников для школ и высших учебных заведений. Доктор исторических наук. Член научного совета международного «Общества робеспьеристских исследований».

## Биография
В 1985 году поступил на исторический факультет МГУ имени М. В. Ломоносова. В 1986 году был призван на военную службу, по окончании которой в 1988 году продолжил учёбу в университете. Специализировался по кафедре новой и новейшей истории, в 1989 году приступил к изучению Французской революции в специальном семинаре профессора А. В. Адо. Под его руководством защитил в 1992 году дипломную работу на тему «Как закончить Революцию? Дебаты в Конвенте вокруг Конституции III года и политическое сознание термидорианцев». По окончании университетского курса поступил в аспирантуру исторического факультета МГУ. Под руководством А. В. Адо, оказавшись его последним учеником, подготовил и в 1996 году защитил диссертацию на соискание учёной степени кандидата исторических наук «От Термидора к Директории: Политическая борьба вокруг принятия Конституции III года республики». С 1996 года работает на кафедре новой и новейшей истории исторического факультета МГУ.
Во второй половине 1990-х — начале 2000-х годов вместе с А. В. Чудиновым и другими историками «новой русской школы» Д. Ю. Бовыкин осуществил концептуальный историографический поворот, связанный с отказом от преимущественно марксистского восприятия Французской революции как перехода от феодализма к капитализму и чётко проявившийся на круглом столе «Французская революция XVIII века и буржуазия» Архивная копия от 16 сентября 2016 на Wayback Machine (2001). Специализируясь на изучении политической жизни пост-термидорианской Франции, Д. Ю. Бовыкин подверг критике распространенное в марксистской исторической литературе представление об этом периоде как «нисходящей линии революции». С 2000 года является членом редакционной коллегии, а с 2004 года — заместителем главного редактора международного издания «Французский ежегодник».
С 2000-х годов также активно разрабатывает историю роялистского движения периода Французской революции и, в частности, деятельность его лидера Людовика XVIII. Результатом этих исследований стала диссертация на соискание учёной степени доктора исторических наук «Людовик XVIII и французские роялисты при Термидоре и Директории (1794—1799)», защищённая в 2017 году.
Один из авторов «Большой Российской энциклопедии».

## Научные труды

### Монографии
- Революция окончена? Итоги Термидора Архивная копия от 9 сентября 2016 на Wayback Machine. М.: Издательство Московского университета, 2005. 319 с.
- История Нового времени: 1600—1799 годы. Учебн. пособие для студ. высш. учебн. заведений / Под ред. А. В. Чудинова, П. Ю. Уварова, Д. Ю. Бовыкина. М.: Издательский центр «Академия», 2007; 2-е изд. испр. и доп. — 2009; 3-е изд. испр. и доп. — 2012. 384 с. (в соавторстве).
- Анатолий Васильевич Адо: образ и память. Саратов: Изд-во «Научная книга», 2007. 126 с.
- История. Новое время. Конец XV — конец XVIII века. 7 класс. Учебник для общеобразовательных учреждений. М.: Просвещение, 2012; 2-е изд. — 2014; 3-е — 2015. 128 с. (в соавторстве)
- История. Новое время. Конец XVIII—XIX век. 8 класс. Учебник для общеобразовательных учреждений. М.: Просвещение, 2013; 2-е изд. — 2014; 3-е изд. — 2015. 111 с. (в соавторстве).
- Король без королевства. Людовик XVIII и французские роялисты в 1794—1799 гг. М.: РОССПЭН, 2016. 719 с.
- Французская революция. М.: Альпина нон-фикшн, 2020. 468 с. (в соавторстве с А. В. Чудиновым).

### Статьи
- Термидор, или Миф о конце революции // Вопросы истории. 1999. № 3. С. 149—161.
- Революционный террор во Франции XVIII века: новейшие интерпретации // Вопросы истории. 2002. № 6. С. 144—149.
- Король умер?.. (посмертная судьба Людовика XVII) // Казус. Индивидуальное и уникальное в истории — 2004. М: О. Г.И., 2005. С. 328—350.
- О современной российской историографии Французской революции XVIII века (полемические заметки) // Новая и новейшая история. 2007. № 1. С. 48-73.
- Дискуссионные проблемы истории Французской революции // Преподавание истории в школе. 2013. № 10. С. 31-37.
- Французская революция XVIII в. в школьных учебниках России // Французский ежегодник 2014. М.: ИВИ РАН, 2014. С. 340—360.
- Парижское восстание 13 вандемьера IV года республики // Вопросы истории. 2014. № 11. С. 67-81.
- Повесть о том, как генерал Гош отправился в Ирландию, а оказался в Париже // Казус. Индивидуальное и уникальное в истории. 2010—2013. Т. 10. М.: Наука, 2015. С. 151—186.
- Ещё раз о Французской революции, или Некруглый юбилей // Французский ежегодник 2015. М.: ИВИ РАН, 2015. С. 5-14.
- Собуль, Альбер : [арх. 19 октября 2022] / Бовыкин Д. Ю. // Сен-Жерменский мир 1679 — Социальное обеспечение [Электронный ресурс]. — 2015. — С. 534. — (Большая российская энциклопедия : [в 35 т.] / гл. ред. Ю. С. Осипов ; 2004—2017, т. 30). — ISBN 978-5-85270-367-5.
- Роялисты в Национальном Конвенте Архивная копия от 24 сентября 2016 на Wayback Machine // Известия Уральского федерального университета. Серия 2. Гуманитарные науки. 2016. Т. 18. № 2 (151). С. 7-24.
- Фельяны : [арх. 1 декабря 2022] / Бовыкин Д. Ю. // Уланд — Хватцев [Электронный ресурс]. — 2017. — С. 249. — (Большая российская энциклопедия : [в 35 т.] / гл. ред. Ю. С. Осипов ; 2004—2017, т. 33). — ISBN 978-5-85270-370-5.
- Французская революция 18 в. : [арх. 7 декабря 2022] / Бовыкин Д. Ю. // Уланд — Хватцев [Электронный ресурс]. — 2017. — С. 593—596. — (Большая российская энциклопедия : [в 35 т.] / гл. ред. Ю. С. Осипов ; 2004—2017, т. 33). — ISBN 978-5-85270-370-5.